# Vetiveria
Vetiveria és un gènere de plantes de la família de les poàcies, ordre de les poals, subclasse de les commelínides, classe de les liliòpsides, divisió dels magnoliofitins. És originària d'Àfrica tropical, Àsia i Austràlia. El nom del gènere es compon de la paraula tamil vetti (cus-cus), i veure (arrel), al·ludint a les seves arrels aromàtiques.
El nombre cromosòmic bàsic és x = 5 i 10, amb nombres cromosòmics somàtics de 2n = 20 i 40. Nuclèols persistents.

## Taxonomia
- Vetiveria arguta
- Vetiveria arundinacea
- Vetiveria elongata
- Vetiveria festucoides
- Vetiveria filipes
- Vetiveria zizanioides